# 阿特金森縣 (喬治亞州)
阿特金森县（英語：Atkinson County）是美國喬治亞州南部的一個縣，由劃出土地於1917年成立。面積891平方公里。根據美國2000年人口普查，共有人口7,609人，2005年增至8,030人。縣治皮爾森（Pearson）。
成立於1917年8月15日，縣名紀念第五十八任州長的威廉·耶茲·阿特金森（William Yates Atkinson）。